# Velká Losenice

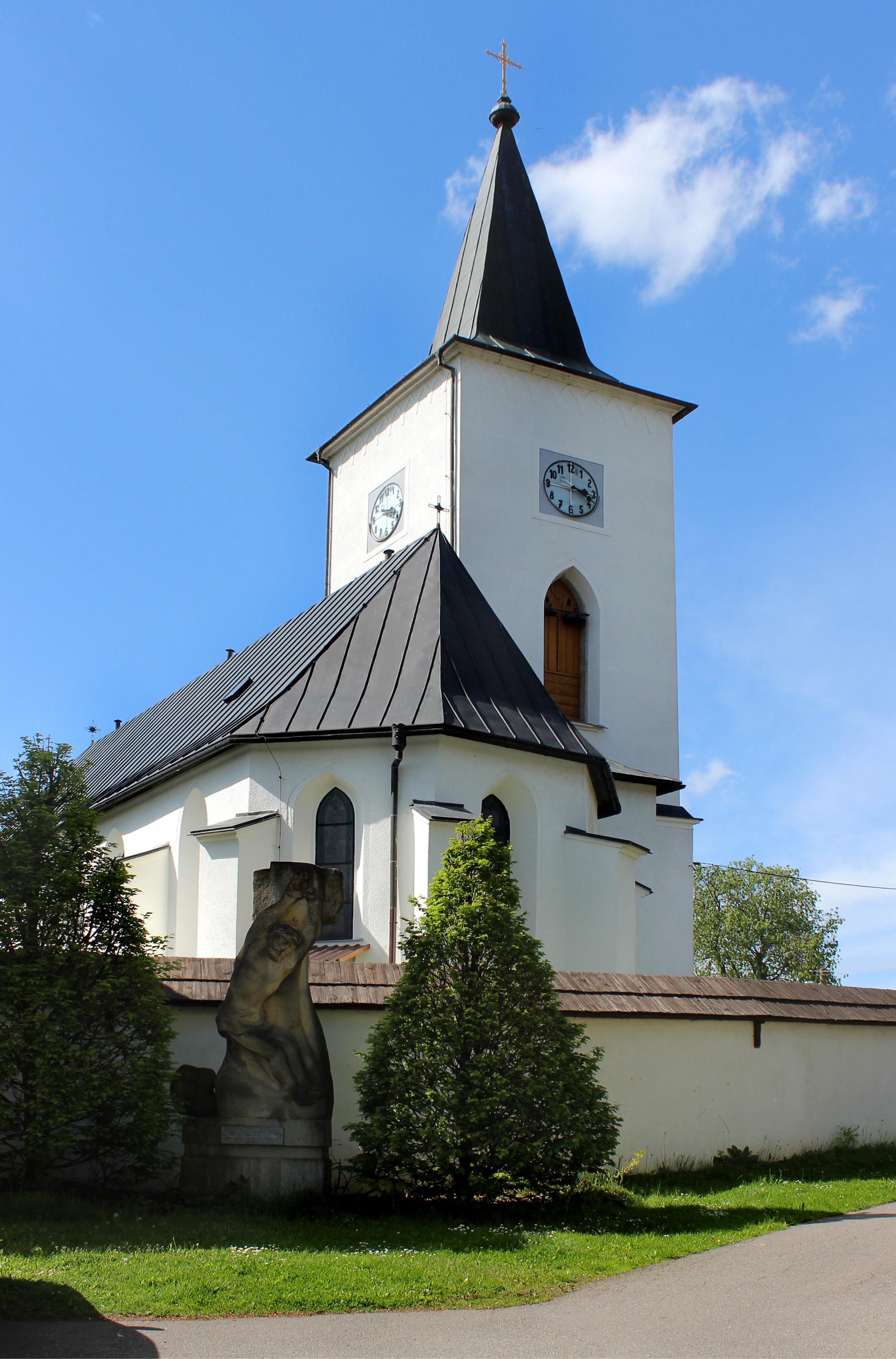
Kirche Jakobus des Älteren

Velká Losenice (deutsch Groß Losenitz, auch Groß Lossenitz, Groß Loßenitz) ist eine Gemeinde in Tschechien. Sie liegt sieben Kilometer östlich von Přibyslav und gehört zum Okres Žďár nad Sázavou.

## Geographie
Velká Losenice befindet sich südwestlich der Saarer Berge in der Böhmisch-Mährischen Höhe am Bach Loseničký potok. Nördlich erheben sich der Malolosenický kopec (612 m), Shnilý kopec (Faule Berg, 614 m) und Vápenice (628 m), im Nordosten die Světka (660 m), östlich der Peperek (Beberek, 674 m), im Südosten die Štěnice (615 m), südlich die Rosička (644 m), im Westen der Pořežínský kopec (596 m) und im Nordwesten der Pátkův kopec (630 m). Reichlich zwei Kilometer östlich des zu Böhmen gehörigen Dorfes verläuft die historische Landesgrenze mit Mähren. Südlich führt die Eisenbahn Žďár nad Sázavou – Havlíčkův Brod vorbei, zwei Kilometer südlich liegt die Bahnstation Sázava u Žďáru.
Nachbarorte sind Branty und Vepřová im Norden, Račín und Polnička im Nordosten, Jordánek und Zámek Žďár im Osten, Šlakhamry, Najdek und Samotín im Südosten, Sázava im Süden, Nové Dvory im Südwesten, Pořežín und Hřiště im Westen sowie Malá Losenice im Nordwesten.

## Geschichte
Das Dorf wurde wahrscheinlich im 12. Jahrhundert gegründet. Profous gibt für den Ort in Místní jména v Čechách eine Ersterwähnung von 1052 an, die jedoch äußerst unwahrscheinlich ist. Während der Zeit der letzten Přemysliden begann eine intensive Kolonisation der ganzen Gegend. Nach den ersten Erzfunden kamen Bergleute aus den thüringischen und obersächsischen Bergrevieren ins Land. Das Berggeschrei nach dem Silber zog auch weitere bäuerliche Siedler ins Land und die Grenzwälder wurden ausgehauen und der Boden urbar gemacht. Die meisten der neuen Bewohner waren oberpfälzischen und thüringischen Ursprungs. In dem neuen Bergrevier entstanden die Bergorte Lossnitz, Herliwinberg, Langendorf, Uttendorf, Matzerau, Schönfeld und Böhmisch Bela, in denen Silber gefördert und verarbeitet wurde. Zur selben Zeit begann der Eisenbergbau im Gebiet zwischen Deutschbrod, Ransko, Langendorf, Stecken, Iglau bis nach Stannern. Das 1252 gegründete Zisterzienserkloster Saar förderte den Bergbau. Am Peperek, der damals den Namen Bergwerk trug, entstand auf Klosterbesitz ein Silberbergwerk. Zwischen Schlaghammer (Šlakhamry) und Schloss Saar (Zámek Žďár) wurden Kalkbrüche und Kalköfen für den Bau der Klosteranlagen angelegt. Am 4. und 5. August 1328 kam es in dem Bergrevier zu einem Erdbeben, bei dem nach Literaturüberlieferungen die Stollen zu Bruch gingen und die Zechen in der Vysočina stillgelegt werden mussten. Genaue Angaben zu den Folgen und Ursachen sind nicht überliefert. Möglicherweise handelte es sich dabei lediglich um den Verbruch einzelner Gruben.
Die erste schriftliche Überlieferung von Lossnitz findet sich in den Rechnungen des Dekanates Deutschbrod aus den Jahren 1352 bis 1367.
Im 14. Jahrhundert war Lossnitz eine der bedeutendsten Ansiedlungen der Herrschaft von Čeňek von Ronov. Der Schwerpunkt des Bergbaus lag an der mährischen Grenze am Berg Bergwerk (Peperek), in Lossnitz bestand ein Hammerwerk, das gewinnbringend arbeitete. Von Schäden durch ein Erdbeben ist davon nicht die Rede. Später berichten Chronisten, dass sich am 20. Februar 1616 erneut ein Erdbeben in der Vysočina ereignet haben soll.
Die Hussitenkriege brachten im 15. Jahrhundert den Bergbau zum Erliegen. Während dieser Zeit erlosch auch die Ansiedlung Milíkovice, die bei Česká Mez vermutet wird. Zu Beginn des 16. Jahrhunderts gehörte der Lossnitz Hynek von Kunstadt und fiel 1502 über Heimfall der Stadt Polna zu. Seit 1547 wurde der Ort als Welika Losenicze bezeichnet. Während des Dreißigjährigen Krieges brannte am 7. April 1621 das Dach der Kirche, wobei die Glocken schmolzen. 1625 wurde die Rudolf Zeidlitz von Schönfeld gehörige Herrschaft Polna konfisziert. Nachfolgend verelendete die Gegend und Bewohner wurden von schwedischen Truppen drangsaliert. 1647 waren in Welika Losenicze neun Anwesen wüst und elf weitere ruiniert, in Pesendorf lagen drei Wirtschaften wüst. Im Jahre 1696 wurde die Kirche in Groß Lossenitz von Polna abgetrennt und zur Pfarre erhoben. Während des Ersten Schlesischen Krieges zogen im Dezember 1741 drei ausgehungerte sächsische Kürassierregimenter unter den Generalen von Birkholz und Dürrfeld von Münnichsberg zum Kloster Saar um sich dort zu verpflegen. Anschließend zogen diese am 1. Jänner 1742 nach Groß Lossenitz, währenddessen sich in Borau eine Einheit unter dem General Polastron einquartiert hatte.
Nach der Aufhebung der Patrimonialherrschaften bildete Velká Losenice ab 1850 eine Gemeinde im politischen Bezirk Přibyslav. 1866 marschierten preußische Truppen ein. 1868 wurde der Bezirk Polna gebildet. Dieser wurde 1884 wieder aufgehoben das Velká Losenice dem Bezirk Chotěboř zugeordnet. 1949 wurde Velká Losenice dem Okres Žďár nad Sázavou zugeordnet. Pořežín wurde 1961 eingemeindet.

## Gemeindegliederung
Die Gemeinde Velká Losenice besteht aus den Ortsteilen Pořežín (Pesendorf) und Velká Losenice (Groß Losenitz), die zugleich auch Katastralbezirke bilden. Zu Velká Losenice gehören zudem die Einschichten Samotín (Samotin) und Branty (Brände).

## Sehenswürdigkeiten
- Naturschutzgebiet Branty, nordöstlich des Dorfes
- Peperek mit Resten alter Stollenanlagen
- Kirche Jakobus des Älteren, 1888 erhielt das Bauwerk einen neuen Turm
- Kapelle in Samotín
- Reste von Kalköfen